# 아베 야로
아베 야로(安倍夜郎)는 고치현 시만토시 출신 일본의 만화가이다.

## 내력
와세다 대학 출신으로 대학 시절 만화연구회에서 활동했었다. 대학 졸업 후 20년 가까이 광고 회사에서 광고 감독으로 일했다.
2003년 말에 쇼가쿠칸 신인 코믹 대상에 투고한 《야마모토 귀 파주는 가게》가 대상을 수상해 2004년 《빅 코믹 오리지널 증간》 (쇼가쿠칸)에 게재되며 41세의 나이에 만화가로 데뷔했다.

## 작품

### 연재 중
- 《심야식당》

### 완결
- 《야마모토 귀 파주는 가게》
- 《소년》